# Wàssul ibn Thakiyya al-Fat·h
Wàssul ibn Thakiyya al-Fat·h fou emir midràrida de Sigilmasa, fill de Maymun ibn Thakiyya.
Va ser proclamat per la població revoltada contra el governador fatimita Ibrahim ibn Ghàlib (novembre/desembre del 909) després de la mort del seu oncle, l'emir al-Yassa ibn Midrar.
Els fatimites el van deixar tranquil i va poder governar uns quatre anys, fins que va morir el febrer/març del 913. El va succeir el seu germà Àhmad ibn Thakiyya.